# Taiwan ai Giochi della XVIII Olimpiade
Taiwan partecipò ai Giochi della XVIII Olimpiade, svoltisi a Tokyo dal 10 al 24 ottobre 1964, sotto la denominazione di Repubblica di Cina. La delegazione era composta di 40 atleti impegnati in sette discipline, per un totale di 46 competizioni.
Fu la terza partecipazione della Repubblica di Cina ai Giochi Olimpici. Non furono conquistate medaglie.